# Aartsbisdom Mercedes-Luján

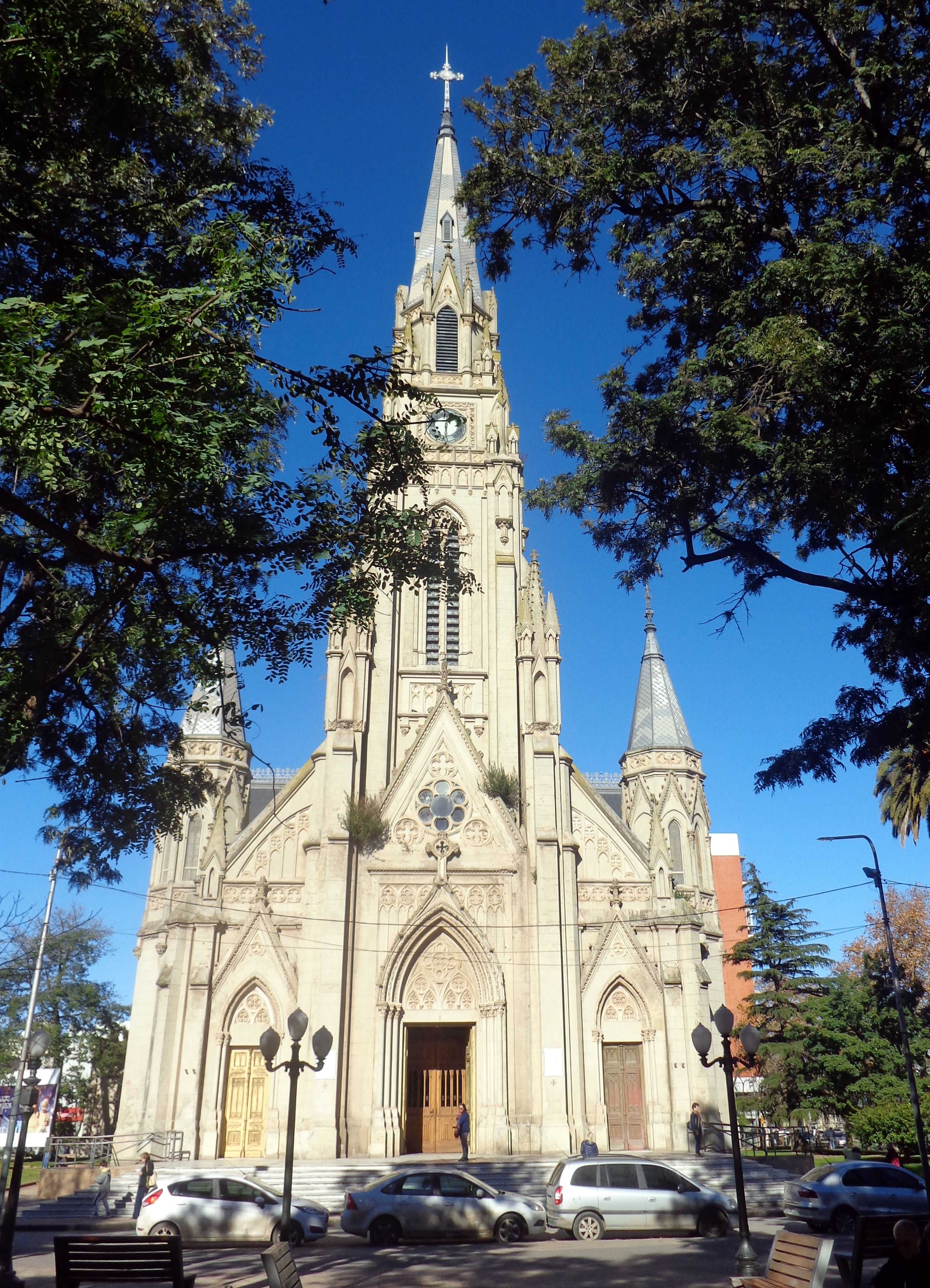
De kathedrale basiliek van Mercedes

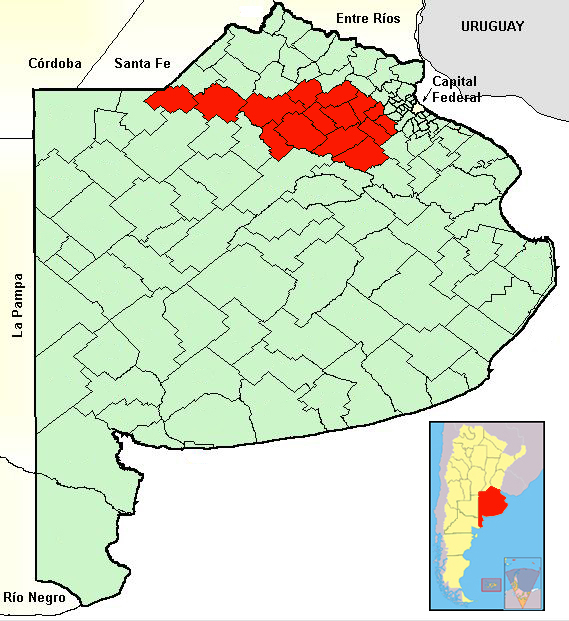
Het aartsbisdom (rood) binnen de provincie Buenos Aires

Het aartsbisdom Mercedes-Luján (Latijn: Archidioecesis Mercedensis-Luianensis) is een rooms-katholiek aartsbisdom met als zetel Mercedes in Argentinië.  
Het bisdom Mercedes werd opgericht in 1934 als een suffragaan bisdom van het aartsbisdom La Plata. In 1989 werd de naam gewijzigd in bisdom Mercedes-Luján. In 1997 het verheven tot aartsbisdom. Het werd echter geen kerkprovincie maar viel rechtstreeks onder de Heilige Stoel. In 2019 werd de kerkprovincie Mercedes-Luján opgericht en werden de bisdommen Merlo-Moreno, Nueve de Julio, Zárate-Campana overgeheveld naar deze nieuwe kerkprovincie; het eerste vanuit de kerkprovincie Buenos Aires, de twee andere vanuit de kerkprovincie La Plata..
De kerkprovincie Mercedes-Luján bestaat dus uit drie suffragane bisdommen:
- Merlo-Moreno
- Nueve de Julio
- Zárate-Campana

In 2019 telde het aartsbisdom 54 parochies. Het aartsbisdom heeft een oppervlakte van 19.000 km² en telde in 2019 805.000 inwoners waarvan 96,2% rooms-katholiek was. 
De Basiliek Onze-Lieve-Vrouw van Luján, een belangrijk bedevaartsoord in Argentinië, ligt in het aartsbisdom. 

## Bisschoppen en aartsbisschoppen
- Juan Pascual Chimento (1934-1938)
- Anunciado Serafini (1939-1963)
- Luis Juan Tomé (1963-1981)
- Emilio Ogñénovich (1982-2000)
- Rubén Héctor di Monte (2000-2007)
- Agustín Roberto Radrizzani, S.D.B. (2007-2019)
- Jorge Eduardo Scheinig (2019-)

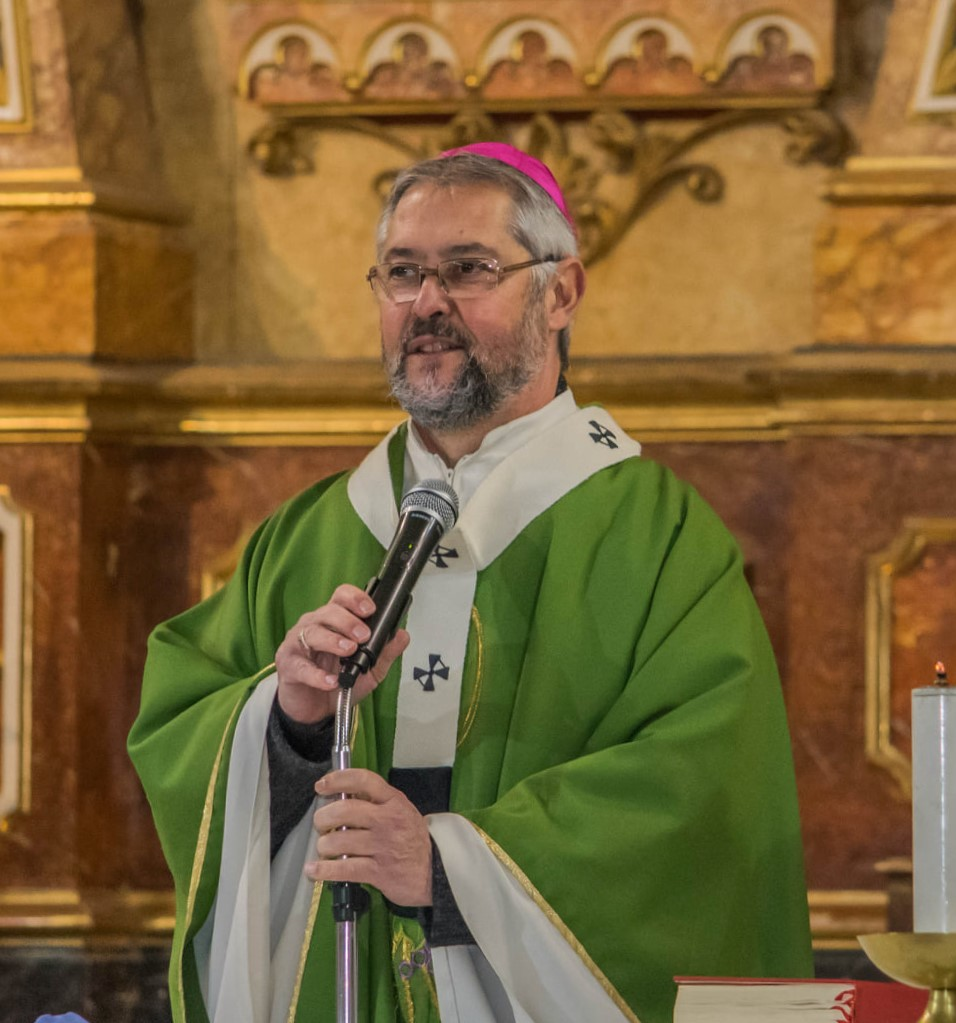
Jorge Eduardo Scheinig

Mercedes-Luján (aartsbisdom) · Merlo-Moreno · Nueve de Julio · Zárate-Campana